# Silent Hill (відеогра)
Silent Hill (яп. サイレントヒル, Сайренто Хіру, укр. Сайлент-Хілл, букв. укр. Мовчазний Пагорб) — відеогра в жанрі survival horror, що започаткувала однойменну серію. Гру було розроблено японською командою Team Silent (KCET) і видано компанією Konami. Спочатку вона вийшла лише для ігрової приставки PlayStation. Реліз в Північній Америці відбувся 31 січня, в Японії — 4 березня, в Європі — 1 серпня 1999 року.
В Silent Hill використовується вигляд від третьої особи, а усі локації — тривимірні. Аби приховати графічні недоліки, зумовлені технічними обмеженнями PlayStation, розробники використовували «ефект туману» (надалі туман став головною характерною рисою світу Сайлент Хілл). На відміну від більш ранніх ігор жанру survival horror, у котрих головні герої зазвичай мали бойову підготовку, персонаж Silent Hill — пересічна людина.
Події гри відбуваються в однойменному вигаданому американському місті. Сюжет розгортається навколо письменника Гаррі Мейсона (англ. Harry Mason), що шукає у Сайлент-Хіллі свою зниклу прийомну доньку Шеріл (англ. Cheryl). У місті він виявляє релігійний культ, що намагається провести ритуал для відродження божества, котрому цей культ поклоняється. Залежно від дій гравця історія може мати одне з п'яти різних закінчень.
Silent Hill отримала позитивні відгуки критиків та мала комерційний успіх. Гра вважається однією з найзначиміших у жанрі survival horror, оскільки в плані залякування гравців сприяла переходу від прийомів фільмів категорії B до психологічного аспекту жаху. Було випущено кілька адаптацій гри, включно з візуальною новелою 2001 року, однойменним фільмом 2006 року та грою-«переосмисленням» оригіналу під назвою Silent Hill: Shattered Memories.

## Ігровий процес

У багатьох локаціях ліхтарик ігрового персонажа — єдине джерело світла

Ігровим персонажем Silent Hill є Гаррі Мейсон, котрий шукає свою зниклу доньку Шеріл у місті Сайлент-Хілл, куди приїхав з нею на відпочинок. Ігровий процес складається з боїв з монстрами, дослідження місцевості задля пошуку важливих для проходження гри речей та вирішення загадок. У Silent Hill використовується вигляд від третьої особи, однак на деяких локаціях для досягнення драматичного ефекту камера «спостерігає» за гравцем лише із заздалегідь визначених місць. Таким чином на момент виходу проект відрізнявся від своїх попередників у жанрі survival horror, котрі використовували лише перемикання камери між фіксованими позиціями. У грі немає HUD-інтерфейсу, тому гравець має заходити у спеціальне меню, щоб дізнатися рівень здоров'я персонажа.
У процесі гри Гаррі доводиться знищувати монстрів за допомогою холодної та вогнепальної зброї, що іноді зустрічається на локаціях. Оскільки герой є звичайною людиною без будь-яких спеціальних бойових навичок, він стріляє неточно. Він також не здатен витримати велику кількість ударів від монстрів, а після тривалого бігу у нього збивається дихання.
На початку гри Гаррі підбирає ліхтарик, що освітлює шлях лише на кілька футів попереду, а також кишенькове радіо, котре починає шуміти при наближенні ворога. Якщо знайти відповідний предмет, надалі у будь-який час буде доступна карта локації, проте Гаррі може дивитись карту лише за достатнього освітлення. З ходом гри на картах відмічаються замкнені двері, перешкоди та поточні цілі героя. Видимість у Сайлент-Хіллі дуже низька через густий туман та пітьму; остання переважає, коли локації змінюються та перетворюються на так званий Інший світ (англ. Otherworld).

## Сюжет
Події гри розгортаються у 1983 році навколо 32-річного письменника Гаррі Мейсона, котрий, після смерті дружини за чотири роки до цього, живе з прийомною донькою Шеріл. Одного разу Гаррі з донькою вирушають на відпочинок до Сайлент-Хілла. При в'їзді до міста на дорозі раптом з'являється дівчина. Гаррі, намагаючись уникнути зіткнення, різко повертає кермо та потрапляє в аварію, втрачаючи свідомість. Прокинувшись він з'ясовує, що його донька зникла. Згодом Мейсон зустрічає в кафе поліцейську Сибіл Беннет (англ. Cybil Bennett), котра віддає йому свій пістолет. Гаррі вирушає на пошуки Шеріл у Сайлент-Хіллі, місто виявляється покинутим та вкритим туманом. У ному також іде сніг, що не характерно для поточної пори року. В церкві Сайлент-Гілла Гаррі зустрічає жінку на ім'я Далія Гіллеспі (англ. Dahlia Gillespie), вона дає йому незрозумілий пірамідальний предмет — Флаурос (англ. Flauros). Згодом головний герой зустрічає доктора Майкла Кауфманна (англ. Michael Kaufmann), що завідує шпиталем Алхемілла (англ. Alchemilla) та медсестру Лізу Гарланд (англ. Lisa Garland), котра там працювала.
По всьому Сайлент-Хіллу Гаррі може бачити намальовані символи (знаки Самаеля), що, за словами Далії, дозволять пітьмі поглинути місто, якщо їх кількість продовжить збільшуватись. З ходом гри Інший світ дійсно починає проникати до міста; проте насправді символи мають змусити працювати печать Метатрона (англ. Seal of Metatron), що захищає від зла. Потім Далія також заявляє, що дівчина, котру Гаррі бачив на дорозі та неодноразово після того, насправді демон, що відповідає за химерні події в місті, і просить зупинити її, оскільки, якщо цього не зробити, Шеріл помре. Протагоніст довіряється Далії та вирушає далі. Невдовзі в парку розваг Lakeside Amusement Park Гаррі зустрічає Сибіл, що зазнала впливу невідомого паразита. Тут гравцю потрібно вирішити: врятувати її за допомогою Аглаофотісу (англ. Aglaophotis), що має силу проганяти демонів, чи вбити.
Коли таємнича дівчина з'являється знову, Флаурос активується та вражає її. Виявляється, що вона є привидом Алесси (англ. Alessa), котрий володіє надприродними силами, а Далія використала Гаррі, аби знайти її та підкорити за допомогою Флауроса.
Раптом герой прокидається у шпиталі, поруч з медсестрою Лізою, котора благає його про допомогу. Але Гаррі відштовхує Лізу, розуміючи, що та вже давно мертва. Із її щоденника з'ясовується, що за бутності медсестрою вона доглядала за Алессою під час її секретного ушпиталення в Алхеміллі.
Гаррі згодом знаходить Далію разом зі справжньою, обгорілою Алессою та її привидом. З'ясовується, що сім років тому Далія здійснила ритуал з метою запліднити власну доньку божеством, котрому поклоняється релігійний культ Сайлент-Хілла. Алесса вижила, оскільки, перетворившись на «посудину» для божества, стала безсмертною. Проте душа її тоді розділилася на дві частини, не дозволивши народитись богу. Одна з частин залишилася в ній самій, а інша перейшла до новонародженої Шеріл, котру Ліза після цього викрала зі шпиталю та залишила біля дороги. Тоді немовля знайшли та вдочерили Гаррі Мейсон з дружиною. Через сім років Далія за допомогою закляття змусила Шеріл повернутися назад до Алесси. Відчуваючи повернення Шеріл, Алесса створювала по всьому місті символи, що мали попередити народження бога. В одній із кінцівок гри, де виживає Сибіл Беннет, Далія показує ці символи, щоб відштовхнути від себе Сибіл. План Алесси провалився, дві частини душі возз'єднуються.

### Кінцівки
В Silent Hill доступно п'ять кінцівок. У різні моменти гри є можливість урятувати доктора Кауфманна чи Сибіл, або ж їх обох. Залежно від своїх дій, Гаррі доведеться битися з одним із двох різних босів.
- «Хороша» (англ. Good) (умова: вбити Сибіл, але виконати квест з Кауфманном[33]) — Гаррі зустрічається з Далією й Алессою. Алесса возз'єднується з Шеріл. Несподівано з'являється Кауфманн, котрий стріляє в Далію та кидає в Алессу пляшку Аглаофотісу, проганяючи з неї Інкуба (англ. Incubus). Коли протагоніст перемагає демона, Алесса дає Гаррі дитину, свою реінкарнацію, і він з дитям покидає Сайлент-Хілл. З пітьми з'являється медсестра Ліза та затягує назад з собою Кауфманна[40][11].

- «Хороша+» (англ. Good+) (умова: врятувати Сибіл і виконати квест з Кауфманном[33]) — та сама кінцівка, проте Гаррі покидає Сайлент-Хілл з дитям і Сибіл[40][41].

- «Погана» (англ. Bad) (умова: вбити Сибіл і не виконати квест з Кауфманном[33]) — Алесса, возз'єднавшись із Шеріл, перетворюється на Інкубатора (англ. Incubator). Він убиває Далію. Гаррі перемагає Інкубатора, і той дякує йому голосом Шеріл; Алесса пропадає. Після цього з'ясовується, що Гаррі протягом усієї гри непритомний стікав кров'ю в розбитій автівці та, ймовірно, переживав передсмертні галюцинації[40].

- «Погана+» (англ. Bad+) (умова: врятувати Сибіл, але не виконати квест з Кауфманном[33]) — та сама кінцівка, проте після слів Інкубатора з'являється Сибіл, котра заспокоює Гаррі та переконує його, що потрібно йти з міста[40].

- «НЛО» (англ. UFO) — жартівлива кінцівка, в котрій Гаррі викрадають прибульці[42]. Ця кінцівка стає доступною лише при повторних проходженнях[11].

### Персонажі
- Гарольд «Гаррі» Мейсон (англ. Harold "Harry" Mason) — 32-річний письменник, що втратив дружину та живе з семирічною прийомною донькою Шеріл[19]. На її прохання він з дівчинкою вирушає на відпочинок до курортного містечка Сайлент-Хілл, але по дорозі потрапляє в аварію[20][17]. Мандруючи містом, він поступово дізнається про те, що трапилося раніше, та про сутність своєї доньки. В «Поганій» кінцівці Гаррі помирає, а усі події після аварії виявляються його передсмертним маренням. В інших кінцівках Гаррі виживає[40]. На початку роботи над Silent Hill ім'я головного героя було Гумберт, а Шеріл звали Долорес — на честь головних дійових осіб роману Володимира Набокова «Лоліта». Проте ці імена були змінені американською частиною розробників, бо здалися їм занадто незвичайними. У підсумку хтось з них назвав персонажа власним прізвиськом[20]. Прізвище Мейсон взято у Джеймса Мейсона, виконавця ролі Гумберта у Кубриковській екранізації «Лоліти»[11].

- Шеріл Мейсон (англ. Cheryl Mason) — семирічна прийомна донька Гаррі Мейсона, була знайдена ним з дружиною неподалік від Сайлент-Хілла[38]. Є «доброю» частиною душі Алесси[36]. Коли Алесса почала прокидатися, вона прикликала обидві частини своєї душі, тому Шеріл попрохала батька відвезти її до міста[35][20]. У кінцівках «Хороша» та «Хороша+» помираюча Алесса віддає Гаррі Шеріл, котра знову стала немовлям[40]. Героїня була названа на честь актриси Шеріл Лі[20], що виконала роль Лори Палмер у серіалі «Твін Пікс».

- Сибіл Беннетт (англ. Cybil Bennett) — жінка двадцяти восьми років[43][К 3], поліцейська з Брамса, містечка неподалік Сайлент-Хілла[22]. Приїздить до міста, аби з'ясувати причину раптового зникнення зв'язку з Сайлент-Хіллом[43][К 4]. Вона зустрічає Гаррі в кафе, дає йому пістолет[46] і допомагає в пошуках доньки[36]. Пізніше Сибіл виявляється зараженою паразитом, і, залежно від дій героя (він може врятувати її за допомогою Аглаофотісу чи вбити), вона після подій гри залишається живою чи помирає[40]. Ім'я героїні запозичено у моделі Сибіл Бак[en] та актриси Сибіл Даннінг[en], її прізвище — алюзія на Лоренсію Бембенек[en], реальну поліцейську, що стала вбивцею[20].

- Майкл Кауфманн (англ. Michael Kaufmann) — пятидесятилітній чоловік[20], директор шпиталю Алхемілла[23], таємно пов'язаний з сектою та Далією особисто[36]. Протягом гри намагається покинути місто[20]. Помирає в двох варіантах: або його вбиває монстр (якщо Гаррі не вб'є потвору, буде «Погана» кінцівка), або після битви головного героя з Інкубатором чи Інкубом — його затягує з собою в пітьму Ліза[11]. Ім'я Майкл Кауфман це комбінація імен засновників студії Troma Entertainment[en] Майкла Герца[en] та Ллойда Кауфмана[en][20].

- Ліза Гарланд (англ. Lisa Garland) — дівчина двадцяти трьох років, медсестра у шпиталі Алхемілла[20], звідки не виходить протягом усієї гри. З'являється лише в Іншому світі[25]. Зі щоденника Лізи з'ясовується, що вона доглядала за Алессою під час її ушпиталення в Алхеміллі після проведеного над дівчинкою ритуалу[47]. Після того як розкривається її сутність, назавжди залишається в Іншому світі Сайлент-Хілла[48]. Прізвище Лізи Гарланд запозичено в акртриси Джуді Гарленд, котра зіграла Дороті Ґейл в екранізації «Дивовижного чарівника Країни Оз»[20].

- Далія Гіллеспі (англ. Dahlia Gillespie) — 46-річна жінка, лідер місцевої релігійної організації[49]. Вона використала свою доньку в ритуалі виклику бога, завдавши їй небезпечних для життя опіків[20]. ЇЇ мета — відродивши бога зруйнувати існуючі устої, стан речей, власне знищити існуючий світ і самій отримати могутність. Заради цього вона й жертвує власною донькою[50]. В кінці гри Далія помирає або від пострілу Кауфмана (якщо його врятувати), або від рук Алесси, що перетворилася на Інкубатора[40]. Ім'я персонажа це дещо змінене ім'я Дарії Ніколоді, колишньої дружини італійського кінорежисера Даріо Ардженто та матері актриси Азії Ардженто[20].

- Алесса Гіллеспі (англ. Alessa Gillespie) — дівчина чотирнадцяти років, донька Далії Гіллеспі, від народження мала незвичайні здібності. Стала жертвою проведеного матір'ю ритуалу з виклику бога[31][20]. Через сильні опіки та нескінченні страждання сила Алесси виходить з-під контролю; її агонія починає матеріалізуватися та змінювати реальність, через що місто тренсформується в Інший світ[35][51]. Залежно від дій протагоніста, її доля змінюється. Якщо повністю та правильно пройти сюжетне відгалуження, то Кауфман виливає на дівчину Аглаофотіс, проганяючи з неї Інкуба[11]. Після битви з ним Алесса віддає Гаррі дитя, реінкарнацію себе та Шеріл[35], і гине. Якщо ж не виконувати додатковий квест з Кауфманом, Алесса, возз'єднавшись з Шеріл, перетворюється на Інкубатора. Гаррі перемагає Інкубатора, і той дякує йому голосом Шеріл[40]. Початковим ім'ям Алесси було Азія (англ. Asia), на честь Азії Ардженто. Проте занадто незвичне ім'я було вирішено замінити на Алесса[20].

## Розробка

### Виробничий процес

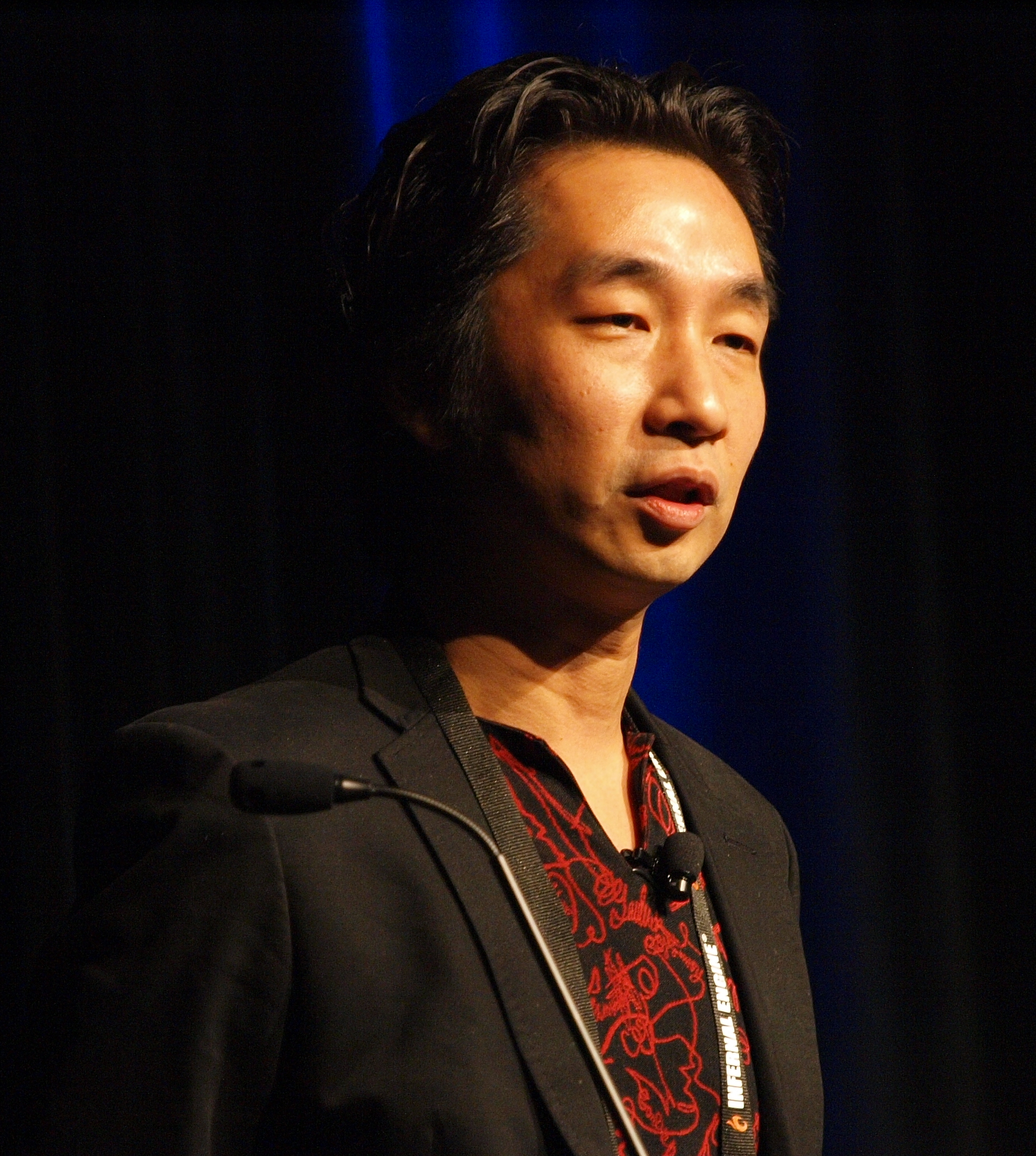
Композитор гри Акіра Ямаока. Він став композитором Silent Hill після того, як попередній музикант покинув команду розробників. У подальшому Акіра Ямаока напише музику й до усіх наступних частин серії аж до Shattered Memories включно.

Розробку Silent Hill було розпочато у вересні 1996 року. Над створенням гри працювала команда Team Silent, підрозділ Konami Computer Entertainment Tokyo (скорочено KCET). Нові власники Konami, компанії-засновника KCET, прагнули випустити відеогру, котра змогла б стати успішною в США. Тому розробники, створюючи атмосферу Silent Hill, намагалися використовувати прийоми голлівудського кіно.
Співробітники, що займалися створенням гри, мали невдалий досвід попередніх проектів. Вони збиралися покинути Konami, бо їм не дозволяли реалізувати власні ідеї і вони не вписувалися в існуючі всередині компанії групи. За словами композитора гри Акіри Ямаоки (англ. Akira Yamaoka), розробники не знали, як почати роботу над Silent Hill. Час минав, але робочий процес практично стояв на місці. Персонал і керівництво Konami перестали сподіватися на можливий успіх Silent Hill, а члени команди Team Silent усе більше почувалися аутсайдерами. Незважаючи на те, що Konami планувала Silent Hill як проект для отримання прибутку, учасники Team Silent творчо підійшли до гри, оскільки, на їх думку, через суто комерційну позицію у Konami вийшов би непримітний проект на зразок низькобюджетних двовимірних ігор початку 1990-х. В решті решт розробники вирішили ігнорувати усі обмеження з боку Konami та зробити Silent Hill грою, котра б могла апелювати до емоцій гравця. Для цього Team Silent вирішили використати «страх перед невідомим» — прийом, що застосовується в психологічних хоррорах.
За часів створення Silent Hill використання туману в тривимірних відеоіграх було вимушеним заходом через низьку продуктивність апаратних платформ. Однак, зробивши його важливою складовою ігрового світу, розробники змогли перетворити недолік на відмітну особливість продукту, що стала невід'ємним елементом усієї серії. Сюжет гри зумисне було зроблено розпливчастим, а місцями навіть суперечливим, щоб його справжній зміст ховався десь у пітьмі, спонукаючи гравців до роздумів над неясними деталями. Керівник проекту Кеічіро Тояма (англ. Keiichiro Toyama) займався сценарієм, у той час як програміст Хіроюкі Оваку (англ. Hiroyuki Owaku) написав текст для загадок. Компанія Latina International, котра раніше працювала над локалізацією Final Fantasy VII, переклала гру англійською. Саме місто Сайлент-Хілл являє собою інтерпретацію невеликої американської общини в уявленні японської команди Team Silent. Тлумачення розробників ґрунтується на західній літературі та кінематографі, а також на описах американських міст в європейській та російській культурі. Ідея для жартівливої кінцівки була взята зі спеціальної скриньки для пропозицій, куди розробники кидали свої відповіді на запитання: «У чому причина химерності Сайлент-Хілла?» Серед виказаних здогадок була в тому числі й «Змова прибульців».
Такайоші Сато (англ. Takayoshi Sato) працював над дизайном персонажів та виправляв деякі неточності в сюжеті гри. До цього Сато займався лише дизайном шрифтів та сортуванням файлів, оскільки на той час був ще молодим співробітником. Також Сато добре зарекомендував себе у тривимірному моделюванні, через що він певний час навіть консультував старших колег. Проте йому не довірили цю роботу, оскільки, на думку Konami, він був недостатньо досвідченим. Обурений цим Сато продемонстрував керівництву свої напрацювання та пригрозив, що стане приховувати знання, якщо його не допустять до тривимірного моделювання на цьому проекті. В результаті Сато дозволили зайнятися розробкою персонажів. У цій роботі Такайоші Сато не покладався на ескізи, а одразу створював комп'ютерні моделі. Дизайнер зіштовхнувся зі значними труднощами при створенні черепів персонажів-американців, оскільки вся команда складалася з азіатів і йому не було з ким проконсультуватися з цього питання. Тим не менш зовнішність кожного персонажа вийшла добре пропрацьованою й індивідуальною. Лише Гаррі Мейсона було зроблено абсолютно нейтральним і без якихось прикметних ознак. За словами Сато, це мало допомагати гравцеві уявляти себе на місці головного героя.
Незважаючи на те, що Сато добре справлявся зі своєю роботою, керівництво все одно не до кінця йому довіряло і вирішило приставити до нього супревізора. Аби цього уникнути, Такайоші викликався власноруч створити ігрові відеовставки. Протягом наступних двох з половиною років Сато фактично жив в офісі групи розробників, оскільки йому доводилося працювати над відеороликами на 150 UNIX-комп'ютерах своїх колег, коли в тих закінчувався робочий день. Сато оцінив бюджет гри в 3—5 млн доларів. За його словами, розробники хотіли зробити Silent Hill шедевральною грою, а не традиційним комерційним проектом, тому вони старалися створити захопливий сюжет, котрий, на зразок гарного літературного твору, не забувався б з часом.
Слоган, що було використано в японському трейлері та демо-версії гри
Гра дебютувала навесні 1998 року на Electronic Entertainment Expo в Атланті, штат Джорджія, де трейлер Silent Hill після презентації зірвав овації глядачів. Схвальний прийом переконав керівництво задіяти у проекті більше співробітників та посилити PR-кампанію. Восени того ж року Konami представила Silent Hill на European Computer Trade Show в Лондоні та на Tokyo Game Show. Демо-версія гри також увійшла до японського видання Metal Gear Solid. Однак масштабною рекламної підтримки проект не мав.

### Символізм
Образи монстрів із гри символізують дитячі страхи Алесси (біологічні та соціальні). Джерелами появи чудовиськ стали відраза до змій, червів і комах, страх перед собаками, страх перед дорослими людьми, моторошні елементи з прочитаних дівчинкою книжок та її колекції засушених комах, а також неприємні спогади. Схожі на маленьких дітей монстри (Grey Child і Mumbler), що вперше зустрічаються гравцю в школі, уособлюють агресивно налаштованих однолітків Алесси. Ледь помітні створіння, що також нагадують маленьких дітей, це образи самої дівчинки: схлипуючі Larval Stalker нагадують про її шкільні переживання, а атакуючі героя Stalker втілюють агресію, що зароджувалася в Алессі у відповідь на знущання. Страх перед впливом дорослих відображено в монстрі Romper; ці істоти накидаються на гравця, сідають зверху та не дають піднятися, що є натяком на фізичне та сексуальне насильство з боку служителів культу, а також символізує прагнення дорослих до підкорення чужої волі вагою свого авторитету. Ті дорослі, котрі беззаперечно виконують накази «ляльководів», як це робив медперсонал, що служив культу, знайшли своє втілення в монстрах Parasitized Doctor і Puppet Nurse: рухами вони нагадують маріонеток, а на спині у них сидить маленький паразит. Подоба бога залежить від уявлень того, хто його викликає: Інкуб уособлює хибні уявлення Далії, тоді як Інкубатор це проєкція душевного стану Алесси, котру використали як інкубатор для ненародженого божества.
Оскільки місто переходить в Інший світ через страждання Алесси, у грі постійно зустрічаються образи, котрі відсилають до болю, що вона відчуває після спалення та ушпиталення. В даному контексті одними з основних символів усієї серії, починаючи з першої гри, є інвалідні візки та лікарняні ліжка. Вперше гравець бачить їх практично на самому початку гри, при першому настанні пітьми та появі монстрів. Надалі їх можна зустріти у багатьох локаціях, з якими пов'язані спогади Алесси, особливо при їх переході в Інший світ. Також на інвалідному візку Гаррі зустрічає заражену Сибіл. І на ньому ж на місце виклику бога (та фінальної битви) Далія привозить свою доньку.

### Вплив
Основний слоган гри
Ця гра, як і більшість наступних ігор серії, перекликається з кінострічкою Едріана Лайна «Драбина Якова»; зокрема «Погана» кінцівка гри, аналогічно фільму, тлумачить усе, що відбулося, як передсмертне марення протагоніста. Починаючи з першої частини в серії також використані образи та режисура, запозичені з фільму «Екзорцист 3». Крім того оглядачі відмічають використання у творі прийомів таких майстрів кінематографу та літератури як Кубрик, Карпентер, Гічкок, Бредбері та Кінг. На відображення Іншого світу Сайлент Хілла суттєво вплинули роботи манґаки Даіджіро Морохоші. Загадки, а також назви та образи деяких монстрів базуються на книжках, наприклад на «Загубленому світі» Артура Конан Дойля чи «Алісі в Країні чудес» Льюїса Керрола. Джерелом для наслідування при створенні міської газети стала стаття про американського серійного маніяка Еда Ґейна.
Кейічіро Тояма був дещо здивований, коли після виходу гру назвали страшною. Не будучи прихильником фільмів жаху, при розробці він спирався більше на свої захоплення окультизмом, НЛО та творчістю Девіда Лінча. Різноманітні окультні предмети гри мають свої аналоги у світових релігіях. Агресивні діти спочатку задумувались схожими на нопперапонів (різновид йокай з японської міфології). Вівтар під антикварною крамницею нагадує камідана — синтоїстське домашнє святилище. Аглаофотіс — це реально існуюча рослина, про яку згадується в Кабалі. Печать Метатрона названо на честь янгола, а Флаурос — на честь демона з Лемеґетону. Назви деяких предметів та дверей в Ніде також беруть початок у містицизмі та покликані охарактеризувати магічні здібності Далії. Двері названо іменами духів Офіеля, Хагіта, Палега та Бетора, котрим, згідно середньовічних книг з чорної магії, дано владу над планетами. За словами Оваку, ці натяки на небесні тіла мають означати «занурення у глибини свідомості Алесси».
Антураж школи було натхнено стрічкою «Дитсадковий поліцейський». Деякі вивіски та написи, що зустрічаються в школі, взято з фільмів «Екзорцист 3» та «12 мавп», що також певною мірою вплинули на стиль та деякі елементи і наступних ігор серії. Стилістика жартівливої кінцівки нагадує колекційні картки з серії «Марс атакує», екранізованої у 1996 році Тімом Бертоном. Чотирнадцять із п'ятнадцяти вулиць міста, що фігурують у першій частині серії, названо на честь відомих письменників у жанрах жахів та наукової фантастики. Серед них: Річард Бахман (псевдонім Стівена Кінга), Дін Кунц, Рей Бредбері, Джек Фінні, Майкл Крайтон, Айра Левін, Джон Сендфорд, Колін Вілсон, Роберт Блох, Річард Метісон, Джеймс Еллрой, Карл Саган, Ден Сіммонс і Кіт Крейг (псевдонім Кіт Рід). Вулиця Мідвіч, на якій розташована однойменна початкова школа, — посилання на роман Джона Віндема «Зозулята Мідвіча». У спискові вчителів школи значаться T. Moore, K. Gordon і L. Ranaldo — це імена учасників рок-гурту Sonic Youth.

## Музичний супровід
Музику для гри написав Акіра Ямаока, котрий приєднався до проекту після того, як команду полишив раніше призначений туди композитор. Ямаока також займався створенням звукових ефектів та мастерингом. Він створив музику не ознайомлюючись власне зі сценами з відеогри.
Саундтрек було складено під впливом творчості Анджело Бадаламенті, композитора «Твін Пікс», а також, почасти, таких музичних гуртів як Metallica та Depeche Mode. Щоб зробити Silent Hill максимально не схожим на інші відеоігри та передати гнітючу, похмуру атмосферу, композитор вирішив звернутися до стилю індастріал, а точніше до його піджанрів нойз і дарк-ембієнт, в яких виконано майже все музичне оформлення за винятком яскравої головної теми та ще кількох мелодичних композицій.
Ямаока називав цю роботу першою, де він справді відчував натхнення та мотивацію. Йому також довелося розширити свої пізнання про звук та музику. «Вона навчила мене, як складно бути оригінальним», — згадував композитор. Коли він вперше продемонстрував команді свої напрацювання, розробники прийняли почуте за результат програмного збою гри, і автору довелося пояснювати, що ці звуки і є музика, та старанно аргументувати свій вибір, аби впоратися зі шквалом заперечень.
Окремим альбомом саундтрек вийшов у Японії 5 березня 1999 року. До нього увійшла значна частина музики з гри, хоча й не вся. Аналогічно тому, як Ямаока повністю займався технічною стороною музичного супроводу гри, він так само одноосібно підготував до виходу даний альбом.
Акіра Ямаока є автором усіх сорока двох його композицій окрім сорок першої — заключну тему, Esperándote, написала Ріка Муранака. Коли Ямаока попросив її написати трек для гри, вона запропонувала використати бандонеони та скрипки, а також вокал іспанською. В результаті було вирішено скласти пісню в стилі танго, і Муранака написала мелодію під англійський варіант слів. Але коли вона прибула до Буенос-Айреса для запису іспанської версії з аргентинською співачкою Ванесою Кірос, то зрозуміла, що текст більше не поєднується з музикою. Тоді Муранака за п'ять хвилин переписала пісню.
За словами рецензента ресурсу Game-OST, саундтрек Silent Hill став маленькою революцією в жанрі музики до відеоігор та саундтрека загалом. «Ямаокі вдалося створити чудернацьке сплетіння несумісних, здавалося, емоцій — тваринний підсвідомий страх, <…> тривожне почуття безнадії, <…> неймовірне загострення почуттів <…> і в той же час, частина музики торкається найніжніших струн душі, <…> немов потаємне бажання вислизає з самісіньких кінчиків ваших пальців, лишаючи легкий, майже еротичний голод, і намагаючись його втамувати ви вмикаєте цю музику знову і знову…»
Оглядач окремо підкреслив, що нойз в даному випадку «отримав свій розвиток не як фоновий шум, а як елемент музичного полотна, що створює приголомшливу атмосферу ледь вловимої тривоги, напруги, котру відчуваєш спиною, котра постійно породжує в тобі бажання озирнутися». Також було відзначено якісне компонування та зведення альбому при достатньо малому бюджеті проекту. Жаль було виказано лише з приводу того, що до альбому не ввійшла лірична композиція, що грає під час «перетворення Лізи».
Журналіст проекту Spelmusik назвав даний ембієнт «імовірно найтемнішою музикою, що була будь-коли створена для відеоігор». Сам композитор називав Tears of… найулюбленішою власною композицією. Він відзначав у ній вдале використання прийому з техно-музики (постійний повтор однієї й тієї ж фрази) при тому, що твір виконано не в техно-стилі.
| Silent Hill Original Soundtracks | Silent Hill Original Soundtracks  | Silent Hill Original Soundtracks |
| #                                | Назва                             | Тривалість                       |
| -------------------------------- | --------------------------------- | -------------------------------- |
| 1.                               | «Silent Hill»                     | 2:51                             |
| 2.                               | «All»                             | 2:07                             |
| 3.                               | «The Wait»                        | 0:09                             |
| 4.                               | «Until Death»                     | 0:51                             |
| 5.                               | «Over»                            | 2:04                             |
| 6.                               | «Devil's Lyric»                   | 1:26                             |
| 7.                               | «Rising Sun»                      | 0:57                             |
| 8.                               | «For All»                         | 2:39                             |
| 9.                               | «Follow the Leader»               | 0:52                             |
| 10.                              | «Claw Finger»                     | 1:32                             |
| 11.                              | «Hear Nothing»                    | 1:33                             |
| 12.                              | «Children Kill»                   | 0:19                             |
| 13.                              | «Killed by Death»                 | 1:25                             |
| 14.                              | «Don't Cry»                       | 1:29                             |
| 15.                              | «The Bitter Season»               | 1:26                             |
| 16.                              | «Moonchild»                       | 2:48                             |
| 17.                              | «Never Again»                     | 0:45                             |
| 18.                              | «Fear of the Dark»                | 1:13                             |
| 19.                              | «Half Day»                        | 0:39                             |
| 20.                              | «Heaven Give Me Say»              | 1:47                             |
| 21.                              | «Far»                             | 1:14                             |
| 22.                              | «I'll Kill You»                   | 2:52                             |
| 23.                              | «My Justice for You»              | 1:21                             |
| 24.                              | «Devil's Lyric 2»                 | 0:25                             |
| 25.                              | «Dead End»                        | 0:17                             |
| 26.                              | «Ain't Gonna Rain»                | 1:12                             |
| 27.                              | «Nothing Else»                    | 0:51                             |
| 28.                              | «Alive»                           | 0:33                             |
| 29.                              | «Never Again»                     | 1:01                             |
| 30.                              | «Die»                             | 0:56                             |
| 31.                              | «Never End, Never End, Never End» | 0:46                             |
| 32.                              | «Down Time»                       | 1:38                             |
| 33.                              | «Kill Angels»                     | 1:16                             |
| 34.                              | «Only You»                        | 1:16                             |
| 35.                              | «Not Tomorrow 1»                  | 0:48                             |
| 36.                              | «Not Tomorrow 2»                  | 1:38                             |
| 37.                              | «My Heaven»                       | 3:17                             |
| 38.                              | «Tears of…»                       | 3:16                             |
| 39.                              | «Killing Time»                    | 2:54                             |
| 40.                              | «She»                             | 2:36                             |
| 41.                              | «Esperandote»                     | 6:26                             |
| 42.                              | «Silent Hill (Otherside)»         | 6:23                             |
| 1:11:48                          |                                   |                                  |

## Вихід та продаж
Silent Hill вийшла 31 січня 1999 року в Північній Америці, 4 березня — в Японії і 1 серпня — в Європі. У 2006 році вона також увійшла до японської компіляції Silent Hill Complete Set. 19 березня 2009 року гра стала доступна для завантаження у європейському PSN для консолей PlayStation 3 та PlayStation Portable, але через два дні була вилучена звідти через «непередбачені обставини». В американському PSN гра з'явилася 10 вересня того ж року. В європейський електронний магазин вона повернулася лише 26 жовтня 2011 року.
При виході на вітчизняний та світовий ринки Silent Hill зіштовхнулася зі складнощами при проходженні цензури. Монстрів Grey Child було двічі видозмінено для північноамериканського ринку і тричі для японського та європейського, перед тим як гра була допущена до продажу. В трейлері, представленому на E³, з'являються два різновиди подібних до дітей істот, якими їх було задумано від початку. Перші, схожі на оголених маленьких дітей, втричі нижче головного героя; їх можна вбивати. Другі більше схожі на нопперапонів, вдвічі вище перших, агресивні та озброєні ножами. Розробникам довелося замінити перший різновид істот на неагресивні напівпрозорі тіні, котрим не можна зашкодити (Larval Stalker). Другий різновид залишився агресивним, але кілька раз змінювався на вимогу органів цензури, аби якомога менше нагадувати дітей. В результаті найнижчі моделі цього монстра стали напівпрозорими (Stalker), а моделі з плоті змінили колір з рожевого на сіро-зелений, стали вище та отримали спотворені голови. Останній варіант все одно не було схвалено контролюючими органами Європи та Японії, тому його довелося замінити на варіацію, що ще менше нагадувана початкові моделі, — це були позбавлені людських пропорцій практично безголові невисокі коричневі монстри з велетенськими кігтями на руках як зброєю (Mumber).

## Оцінки та відгуки
| Агрегатор    | Оцінка  |
| ------------ | ------- |
| GameRankings | 84,99 % |
| Metacritic   | 86/100  |

| Видання        | Оцінка |
| -------------- | ------ |
| Famitsu        | 34/40  |
| GamePro        | 4,5/5  |
| GameRevolution | B+     |
| GameSpot       | 8,2/10 |
| IGN            | 9/10   |
| Страна игр     | 6,5/10 |

Silent Hill отримала переважно схвальні відгуки у профільній пресі. Рейтинги на агрегаторах GameRankings і Metacritic складають 84,99 % и 86/100 відповідно. Всього було продано понад два мільйони копій гри, що дозволило Silent Hill увійти до списку найвидатніших хітів Sony.
Silent Hill здебільшого порівнювали з survival horror-серією Resident Evil. Бобба Фетт з GamePro назвала гру «нахабним але майстерним» клоном Resident Evil. Інші оглядачі вважали гру своєрідною відповіддю Konami на серію Resident Evil, котра, маючи деякі схожі риси, використовує іншу форму хоррору, покладаючись на створення відчуття тривоги у гравця, замість використання утробного жаху й екшену. Також грі додавало атмосферності аудіооформлення, котре було дуже добре прийняте критиками. Біллі Метджинус з TVG назвав ембієнт гри «поглинаючим». Рецензент Game Revolution також похвалив аудіочастину та заявив, що звук і музика «доводять до межі». Менш прихильно поставилися критики до озвучення. Гру акторів назвали достатньо слабкою, хоча й кращою, ніж в серії Resident Evil. Окремо були згадані недоречні паузи між репліками.
Оглядачі відзначали, що в Silent Hill наявне справжнє 3D-оточення, тоді як в Resident Evil використовується попередній рендеринг. При цьому пітьма та туман суттєво допомагають грі маскувати недоліки апаратної платформи. Втім, критики також визнали, що апаратні обмеження та грубість текстур в даному випадку було використано на користь грі; так Франческа Реєрс з IGN сказала, що вони «надають атмосфері відчуття запустіння та занепаду». Однак, на думку оглядачів, управління ігровим персонажем не позбавлене певних труднощів, а маневрування в тісних локаціях видається справжньою «вправою з фрустрації».
У той же час рецензент «Страны игр» описав гру достатньо прохолодно, назвавши її непоганою, але поскаржившись, що «місцями відверто „ослаблений“ сюжет руйнує всю на початку вибудовану атмосферу та позбавляє бажання продовжувати грати далі». Однак через десять років редактор того ж видання, віддаючи належне основоположнику серії, назвав проект «хоррором з видатним [гейм]дизайном», а журнал «Лучшие компьютерные игры» підкреслив, що навіть через десятиліття Silent Hill залишається «однією з найбільш кінематографічних ігор».
Заслуги Silent Hill багаторазово відмічалися і через багато років після виходу. У 2005 році було визнано, що гра сприяла переходу жанру survival horror від прийомів фільмів категорії B до психологічного аспекту жаху, властивого артхаусному кіно та японському хоррору, а також переносу акцентів з експлуатації утробного жаху на створення тривожної атмосфери. У 2000 році проект зайняв 14 місце у списку «25 найкращих PS-ігор усіх часів» за версією IGN, а в 2005 році — 15 місце в аналогічному списку від GameSpy. У 2006 році Silent Hill очолив «Десятку найстрашніших ігор» від GameTrailers, а в листопаді 2012 року увійшов до переліку «100 найкращих відеоігор усіх часів» за версією журналу Time.

## Пов'язані ігри серії

### Silent Hill: Play Novel
Хронологічно другою грою франшизи стала Silent Hill: Play Novel, що була випущена Konami в березні 2001 року. Проект являв собою інтерактивний графічний роман; він вийшов лише для Game Boy Advance і лише в Японії. Сюжет гри переважно переказує події оригінального Silent Hill. Головним героєм також є Гаррі Мейсон, проте після першого проходження гри стає доступним сценарій за Сибіл Беннет, а після його завершення — сценарій «Boy» (укр. Хлопчик), котрий треба було додатково завантажувати. У ньому йшлося про хлопчика Енді, що живе по сусідству з Гаррі та Шеріл Мейсонами і випадково потрапляє до міста Сайлент-Хілл.

### Silent Hill 3
На даний момент існує п'ять сиквелів гри, але сюжетним продовження оригіналу є лише третя частина серії, події якої відбуваються після «Хорошої» кінцівки. Інші ігри серії не є прямими продовженнями першої частини, а лише побічно пов'язані з нею сюжетом. Ігровим персонажем Silent Hill 3 стає Хізер Мейсон (Шеріл взяла собі інше ім'я, аби порвати з минулим) — прийомна донька Гаррі Мейсона, котрому 17 років тому вдалося втекти з Сайлент-Хілла. Проект вийшов на багатьох платформах; розробкою початкового варіанту для PlayStation 2, продаж котрого розпочався в 2003 році, займалася Team Silent. За мотивами гри зняли фільм «Сайлент Хілл 2».

### Silent Hill: Origins
Silent Hill: Origins стала п'ятою грою в серії Silent Hill. Сюжетно вона є приквелом першої частини; її події відбуваються за сім років до подій оригінальної Silent Hill, коли далекобійник Тревіс допоміг Алессі врятуватися з палаючого будинку. Розробкою гри займалася Climax Studios, а видавцем, як завжди, виступила Konami. Гра вийшла наприкінці 2007 року для портативних консолей PlayStation Portable, а через півроку почався також продаж версії для PlayStation 2. Японська версія гри має назву Silent Hill Zero.

### Shattered Memories
Silent Hill: Shattered Memories це так зване «переосмислення» подій першої гри, розроблене Climax Studios і випущене Konami 8 грудня 2009 року для Wii та 19 січня 2010 року для PlayStation 2 і PlayStation Portable. В центрі уваги, як і раніше, чоловік, що шукає зниклу доньку, але сюжет та персонажі різняться. За результатами анкетування гравця складається психологічний профіль, залежно від якого змінюються внутрішньоігрові елементи. У грі немає боїв: в альтернативній «замерзлій» версії міста від монстрів доводиться просто втікати, не завдаючи їм значної шкоди.

## Екранізація
Режисер Крістоф Ганс зняв на основі гри повнометражний ігровий фільм з однойменною назвою, котрий вийшов на екрани 21 квітня 2006 року. Стрічка багато в чому ґрунтується на оригіналі, проте достатньо вільно його інтерпретує та містить елементи також другої, третьої та четвертої ігор серії. Оскільки режисер зважив, що образ Гаррі Мейсона багатий рисами, котрі більше властиві жінкам, замість головного героя-чоловіка на перший план вийшла прийомна мати Шеріл, Роуз ДаСилва. Працюючи над візуальними елементами, Ган надихався спадщиною Майкла Манна, Девіда Лінча і Девіда Кроненберга. Для саундтрека було взято музику Акіри Ямаоки. Незважаючи на переважно негативні відгуки критиків, фільм став комерційно успішним та отримав визнання серед фанатів.